# Bothriochloa imperatoides
Bothriochloa imperatoides är en gräsart som först beskrevs av Eduard Hackel, och fick sitt nu gällande namn av Wilhelm Guillermo Gustav o Franz Francis Herter. Bothriochloa imperatoides ingår i släktet Bothriochloa och familjen gräs. Inga underarter finns listade i Catalogue of Life.